# NGC 5588
NGC 5588 (ook: NGC 5589) is een balkspiraalstelsel in het sterrenbeeld Ossenhoeder. Het hemelobject werd op 1 mei 1785 ontdekt door de Duits-Britse astronoom William Herschel.

## Synoniemen
- UGC 9197
- MCG 6-32-5
- ZWG 192.4
- PGC 51300